# Preben Lerdorff Rye
Preben Lerdorff Rye, född Orla Preben Larsen den 23 maj 1917 i Rudkøbing, död den 15 juni 1995, var en dansk skådespelare. Han utbildades på Odense Teater 1938–1940 och Det Kongelige Teaters elevskole 1940–1942. Färefter var han skådespelare på Det Kongelige Teater till 1961 och från 1966 på Odense Teater.

## Filmografi
- 1942 – Urspårad – Willy Hansen
- 1943 – Vredens dag – Martin (ej krediterad)
- 1945 – Den röda jorden – Alf
- 1946 – Svar till obemärkt – snickarmästare Eriksen
- 1948 – Med livet som insats – förste styrman på Marie Grubbe
- 1949 – Kampen mot orätten – Hansen
- 1949 – Vi vill ha ett barn – hennes vän
- 1949 – Jag var gatflicka – tärningsspelare
- 1950 – På kryss mot äventyret – Værle
- 1950 – Livet du gav mig – revisor Sejr
- 1951 – Det gäller din dotter – Johan
- 1951 – Farlig resa – Henning Knudsen
- 1953 – Sedlighetspolisen ingriper – kriminalpolis Knudsen
- 1953 – Kärlekskarusell – inbrottstjuv
- 1955 – Ordet – Johannes Borgen (ej krediterad)
- 1956 – Vad vill ni ha? – sjöman
- 1957 – Amor i telefonen – magister Carolus Lieberg
- 1959 – En främling knackar på – han
- 1961 – Hans Nielsen Hauge
- 1966 – Prinsessan och tiggarprinsen – förste junker
- 1973 – Den första kretsen – professor Chelnov
- 1974 – 19 röda rosor – Holger Hjort
- 1976 – Snuten som rensade upp – Fessor
- 1979 – Världen är full av barn – gynekologen
- 1979 – Skit i traditionerna – Davids far
- 1980 – Nästa uppehåll – Paradiset – Hjalmar Krog
- 1987 – Babettes gästabud – kaptenen
- 1987 – Hip hip hurra! – blinde Christian

## Utmärkelser
- 1951 – Bodilpriset – bästa manliga huvudroll, Livet du gav mig
- 1959 – Bodilpriset – bästa manliga huvudroll, En främling knackar på

### Webbkällor
- Preben Lerdorff Rye på Internet Movie Database (engelska)
- Preben Lerdorff Rye på Svensk Filmdatabas